# Kopal (drevesna smola)
Kopal je drevesna smola, zlasti aromatične smole iz kopalovega drevesa Protium copal (Burseraceae), ki so jih kulture predkolumbovske Mezoamerike uporabljale kot obredno žgalno kadilo in za druge namene. Na splošno kopal vključuje smolnate snovi v vmesni fazi polimerizacije in strjevanja med 'gumijastimi' smolami in jantarjem. Kopal, ki je delno mineraliziran, je znan kot kopalin.
Na voljo je v različnih oblikah; trdi, jantarju podoben rumeni kopal je cenejša različica, medtem ko je mlečno bel kopal dražji.

## Etimologija
Beseda copal izhaja iz besede copalli v jeziku Nahuatl, kar pomeni 'kadilo'.

## Zgodovina in uporaba
Subfosilni kopal je dobro znan iz Nove Zelandije (kauri gumi iz Agathis australis (Araucariaceae)), Japonske, Dominikanske republike, Kolumbije in Madagaskarja. Pogosto ima vključke in se včasih prodaja kot 'mladi jantar'. Ko je obdelan ali izboljšan v avtoklavu (kot se včasih dela z industrializiranim baltskim jantarjem ), se uporablja za nakit. Kopal je v naravnem stanju mogoče zlahka ločiti od starega jantarja po svetlejši barvi citrina in njegovi površini, ki postane lepljiva s kapljico acetona ali kloroforma. Kopalova smola iz Hymenaea verrucosa (Fabaceae) je v vzhodni Afriki in se uporablja v kadilu. Vzhodna Afrika je očitno imela večjo količino subfosilnega kopala, ki ga najdemo en ali dva metra pod živimi kopalovimi drevesi, iz korenin dreves, ki so morda živela tisoče let prej. Ta subfosilni kopal proizvaja trši lak.
Do 18. stoletja so Evropejci ugotovili, da je dragocena sestavina za izdelavo dobrega laka za les. Široko se je uporabljal pri izdelavi pohištva in kočij. Včasih so ga uporabljali tudi kot lak za slike. Do poznega 19. in zgodnjega 20. stoletja so ga proizvajalci lakov v Angliji in Ameriki uporabljali na vlakovnih vagonih, kar je močno povečalo povpraševanje po njem. Leta 1859 so Američani porabili 68 % vzhodnoafriške trgovine, ki jo je nadziral zanzibarski sultan, Nemčija pa je prejela 24 %. Ameriška državljanska vojna in nastanek Sueškega prekopa sta vodila do tega, da so Nemčija, Indija in Hongkong do konca tega stoletja prevzele večino.
Kopal še vedno uporabljajo številna domorodna ljudstva Mehike in Srednje Amerike kot kadilo, med obredi v potilnih kočah in obredi svetih gob.